# 益田清
益田 清（ますだ きよし、1927年3月9日 - 2017年10月23日）は、俳人。

## 経歴
福岡県戸畑市（現・北九州市戸畑区）に生まれる。太平洋戦争後、八幡製鐵所勤務の傍ら『RURI』『海豹』『未来派』(1963?)等の句誌を創刊した。1959年(昭和34年)、穴井太らと九州俳句作家協会を設立。句誌『九州俳句』の編集にも携わった。1970年(昭和45年)新日本製鐵君津製鉄所転勤の為、千葉県木更津市へ転居。1971年(昭和46年)芸術祭俳句大会で県知事賞受賞。1972年(昭和47年)きみさらず俳句会設立。俳誌『きみさらず』を主宰する。ファミリアカルチャースクール俳句講座開講。昭和62年から君津文化協会俳句部会長。1992年(平成4年)から2期6年間「千葉県現代俳句協会」会長。2003年(平成15年)から4年間「千葉県俳句作家協会」会長。君津市文化協会文学文芸部門役員。2005年(平成17年)千葉県教育功労賞受賞。
『自鳴鐘』(当時横山白虹主宰、現寺井谷子主宰)同人。10代の頃から編集長を務める。
句集として『誕生』『投影』『体温』等がある。
新日本製鐵 応援歌（山本直純作曲)、労働組合歌 作詞
『午前様』(吉幾三作曲）作詞
小林一茶と房総の研究を『きみさらず』に9年間46回にわたり連載する。
1949年(昭和24年) 22歳「風が胎みし馬か青野を馳せきたる」の句が全国観光俳句大会で毎日新聞社賞受賞。
その他受賞多数。
2017年10月23日8時19分永眠。君津市南天寺に眠る。